# 和歌山農政事務所
和歌山地域センターは、農林水産省の地方支分部局である近畿農政局（京都市）の出先機関。

## 組織
- 和歌山地域センター（和歌山市二番町 和歌山地方合同庁舎）
  - 田辺支所（田辺市東山）

## 管内事務所
- 紀伊平野農業水利事業建設所（岩出市大町）
  - 紀伊平野農業水利事業建設所